# Tetronzuur
Tetronzuur is een organische verbinding uit de groep van γ-lactonen. Ze komt in verschillende tautomere vormen voor (keto-enoltautomerie):
De structuur van tetronzuur is terug te vinden in die van vele natuurlijke stoffen zoals ascorbinezuur.

## Synthese
Tetronzuur kan bereid worden uit 4-chloor- of 4-broom-acetoazijnzuur of een ester daarvan.

## Toepassingen
Tetronzuur is in de analogie fotografie gebruikt als versneller bij het ontwikkelen van foto's.
Uit tetronzuur kan een waaier aan gesubstitueerde furanen en butenolides afgeleid worden. Tetronzuurderivaten zijn onder meer voorgesteld als smaakstoffen voor het aromatiseren van voedingsmiddelen.
Spirodiclofen is een insecticide op basis van tetronzuur.